# Desa Jatiwangi (administrativ by i Indonesien, Jawa Barat, lat -6,32, long 107,10)
Desa Jatiwangi är en administrativ by i Indonesien.   Den ligger i provinsen Jawa Barat, i den västra delen av landet, 30 km öster om huvudstaden Jakarta.